# Minería de diamantes en la India
La minería de diamantes en la India se remonta a la antigüedad, cuando era el origen de casi todos los diamantes conocidos del mundo. Hasta el descubrimiento de diamantes en Brasil en 1726, la India era el único lugar donde se extraían estas gemas. Aunque la India no ha sido un productor importante de diamantes desde la década de 1900, en el año 2013 se extrajeron 37.515 quilates procedentes de una mina industrial y de numerosas explotaciones artesanales; si bien representó menos del 1% de la producción mundial de 132,9 millones de quilates.

## Historia

### Antigüedad
La minería de diamantes como industria parece haberse originado entre el 700 y el 500 a. C. en la India. La técnica de perforación con doble diamante, utilizada para perforar cuentas, ya se conocía en el oeste de la India antes del año 600 a. C. (siglo VII a. C.).
Los relatos sobre la minería de diamantes en la India que llegaron a Europa a menudo se mezclaban con mitos. Alrededor del año 400 a. C., el médico griego Ctesias publicó "Indika", una recopilación de relatos de viajeros sobre la India (él mismo nunca había estado allí). Describió los yacimientos de diamantes increíblemente ricos custodiados por grifos. Plinio el Viejo, en su obra Historia natural (79 d. C.), describió correctamente la extracción de diamantes de la grava de los ríos en la India. El antiguo tratado indio "Artha-shastra" menciona el comercio de diamantes en la India. Obras budistas que datan del siglo IV a. C. describen el diamante como una piedra preciosa y bien conocida, pero no mencionan los detalles de su tallado.

### Del periodo medieval al siglo XIX (1200 al 1800 d. C.)
Los primeros viajeros occidentales reportaron la existencia de diamantes en numerosos lugares de la India, pero la mayor parte procedía de los placeres de las cuencas de los ríos Pennar y Krishná, en el estado actual de Andhra Pradesh. La explotación de los placeres más productivos se localizaba en el río Krishna, unos 300 km aguas abajo de Sangram. La extracción más intensiva se realizó en un área de unos 60 km en el río, desde la mina Kollur hasta la ciudad de Paritala. Esta zona produjo muchas gemas legendarias, incluyendo el diamante Koh-i-Noor, el diamante Hope, El Regente, el Gran Mogol y el diamante Orlov.
La singularidad de la India como productora de diamantes continuó fascinando a los europeos. Marco Polo viajó por la costa de la India en 1292 y registró historias que escuchó sobre diamantes encontrados en profundos valles montañosos, casi inaccesibles por el calor, la falta de agua y las serpientes venenosas. El viajero francés Jean Baptiste Tavernier visitó las excavaciones del río Krishna en 1665 y estimó que allí había unas 60.000 personas extrayendo diamantes.
La ciudad de Karwan, cerca de la ciudad fortaleza de Golconda, ahora un suburbio de Hyderabad, se convirtió en el mayor centro mundial de corte y comercio de diamantes. Golconda no estaba cerca de las minas de diamantes, pero debía su estatus como centro diamantífero a su ubicación en una importante ruta comercial que conectaba las minas con el sur y el este. Las gemas de la región se conocieron como diamantes de Golconda, y en Europa, la palabra Golconda llegó a significar un lugar de gran riqueza.
India continuó siendo la principal fuente mundial de diamantes, y casi la única, hasta que se descubrieron en Brasil en 1726. Al principio, los diamantes brasileños tenían fama de ser inferiores y no alcanzaban el mismo precio que los indios. Para obtener mejores precios, los comerciantes portugueses comenzaron a enviar diamantes brasileños a través de Goa y luego a Europa para venderlos como auténticos diamantes de Golconda. La minería de diamantes en la India decayó rápidamente en el siglo XVIII debido al agotamiento de los yacimientos conocidos y a la competencia de Brasil.
La minería de diamantes en la región de Panna comenzó alrededor de 1675 d. C., durante el reinado de Chhatrasal, gobernante de Bundela, y, aunque a menor escala, sigue activa.

## Minería reciente en la región de Panna (Bundelkhand)
En 2017, existía una mina de diamantes a escala industrial en la India, la mina de Majhgawan, cerca de la ciudad de Panna. El yacimiento se encuentra en una chimenea de kimberlita o lamproíta de 6,5 ha de superficie y produce 10 quilates por tonelada. La minería se realiza a cielo abierto, que en 2011 alcanzaba una profundidad de 85 m. Las perforaciones exploratorias han establecido que la chimenea se extiende hasta al menos 330 m. La mina es propiedad de la "National Mineral Development Corporation" (NMDC), emplea a 199 personas y tiene una capacidad productiva de 84.000 quilates al año. Inició su producción regular en 1967 y, hasta la fecha, ha producido poco más de un millón de quilates de diamantes.
También existen numerosas minas artesanales. En el distrito minero de Panna, el Gobierno de Madhya Pradesh arrienda parcelas de 8×8 m a particulares, que lavan la grava para extraer diamantes. Todos los diamantes encontrados deben entregarse a la oficina gubernamental de diamantes de Panna, que comercializa las gemas y entrega el producto de la venta a los descubridores, menos impuestos y una regalía del 11,5 %. En 2016, existían oficialmente 952 minas artesanales, que produjeron 835 quilates de diamantes. Sin embargo, se desconoce el número de pequeñas minas ilegales y la cantidad de diamantes que se venden en el mercado negro.
El Rio Tinto Group descubrió el yacimiento de diamantes Bunder en 2004 en el distrito de Chhatarpur, cerca de Buxwaha. El yacimiento se encuentra en una zona ecológicamente sensible. En febrero de 2017, Rio Tinto abandonó el proyecto y cedió el yacimiento y todo el equipo del sitio al gobierno estatal de Madhya Pradesh.

## Citas
1. ↑  World Mineral Production 2009-2013, British Geological Survey.
2. 1 2  James Remington McCarthy, Fire in the Earth (New York: Harper, 1942) 21.
3. ↑  Kenoyer, Jonathan Mark; Frenez, Dennys (2018). «Stone Beads in Oman during the 3rd to 2nd Millennia BCE. New Approaches to the Study of Trade and Technology». BEADS: Journal of the Society of Bead Researchers (en inglés) 30: 67, 72.
4. ↑  Lee 2006, p. 685
5. ↑  Dickinson 2001, pp. 1–2  1999
6. ↑  Detailed Information Dossier on Diamond in India, 2011, India Geological Survey, p.22, 124.
7. ↑  Marco Polo, The Travels of Marco Polo.
8. ↑  Between History and Legend: Status and Power in Bundelkhand, Ravindra K. Jain,Orient Blackswan, 2002,  p.52
9. ↑  PRESENT STATUS OF DIAMOND MINING INDUSTRY OF PANNA by R. K. MALVIYA, Diamond: A Collection of Papers Presented at the Symposium Held on 6th, 7th and 8th September, 1969 at Panna, Geological Survey of India, p. 196
10. ↑  Detailed Information Dossier on Diamond in India, 2011, India Geological Survey, p.50-53.
11. ↑  Diamond mining project, Panna, NMDC, accessed 28 Mar. 2017.
12. ↑  Neeraj Santoshi, "Panna illegal mining rampant in India's only diamond-producing region", Hindustan Times, 27 Jan. 2017.
13. ↑  Swansy Afonso, "Rio gifts India diamond mine to Madya Pradesh government", Bloomberg, 6 Feb. 2017.Pothireddy Jathin Reddy

- Datos: Q29467432
- Multimedia: Diamond mining in India / Q29467432